# Bestsellerliste
Auf einer Bestsellerliste werden Bücher aufgeführt, deren Verkaufszahlen über dem Durchschnitt liegen, sogenannte Bestseller.

## Überblick
Um einen genauen und übersichtlichen Vergleich von Absatzdaten ermöglichen zu können, rief die amerikanische Literaturzeitschrift The Bookman bereits 1895 die erste Bestsellerliste ins Leben. Der Buchhandel in Nordamerika des 19. Jahrhunderts begann sich mit der aktiven Steuerung des Absatzmarktes auseinanderzusetzen. Als Bestseller betitelte Werke wurden mit gezielten Marketingstrategien an die Leserschaft gebracht. Die inhaltliche Qualität eines Buches rückte in den Hintergrund, die Quantität andererseits wurde als Erfolg ausgegeben. Bestsellerlisten dienten nicht nur der Übersicht über neu erschienene Literatur, sondern sollten auch den Verkauf der auf ihnen publizierten Titel anregen. Der Terminus Bestseller blieb ein Jahrzehnt lang außerhalb seines Gebrauchs in den Bookman-Listen unbekannt. Selbst die beiden bedeutenden englischen Wörterbücher dieser Zeit, das American Dictionary of the English Language und das Oxford English Dictionary, nahmen den Begriff nicht auf. Im Jahre 1905 ist dann der erste offizielle Eintrag zu Bestseller, außerhalb der Bookman-Listen, im Literaturmagazin The Athenaeum zu finden.
Zwei Jahrzehnte später fand der Begriff auch Einzug in den deutschen Sprachgebrauch und in das Zentrum öffentlichen Interesses. So veröffentlichte die Zeitschrift Die literarische Welt im Jahr 1927 unregelmäßig eine zu Beginn viel diskutierte erste eigene Liste. Die ersten drei Titel waren damals Hermann Hesses Steppenwolf, Alfred Neumanns Der Teufel und Gunnar Gunnarssons Die Leute auf Borg. Jedoch war das Interesse an einer solchen Liste gering, das Börsenblatt für den Deutschen Buchhandel betitelte sie als eine „weitere Verengung und Verflachung des geistigen Lebens“, so dass man das Projekt bereits Anfang 1928 wieder aufgab. Dennoch waren Ende der 1920er Jahre alle Voraussetzungen für die bis heute auf dem Buchmarkt dominierende Bestsellerkultur gegeben. Dies äußert sich im Hinblick auf Erich Maria Remarques 1929 veröffentlichten Bestseller Im Westen nichts Neues. Dieser wurde, von Ullstein publiziert, „mit allen zur Verfügung stehenden Mitteln beworben“ und „von einer bis dahin unbekannten medialen Aufmerksamkeit begleitet, ebenso von schnellen Übersetzungen, einer Verfilmung und vielen Nachahmungs- und Gegenprodukten“. In kürzester Zeit erzielte das Buch eine Millionenauflage.
Weitere Bestsellerlisten etablierten sich dann erst wieder zu Beginn der 1960er Jahre, als Die Zeit einen Seller-Teller veröffentlichte und kurze Zeit später das Magazin Der Spiegel eine gleichartige Liste einführte. In den Jahren von 1961 bis 1971 sammelte das Institut für Demoskopie in Allensbach die für die Erstellung der Bestsellerlisten notwendigen Daten, wurde jedoch in dieser Aufgabe von dem Branchenmagazin Buchreport abgelöst. Die sogenannte Spiegel-Liste ist in Bezug auf die Lenkung des Kundeninteresses zu einem bedeutenden Werkzeug der Buchbranche geworden. Nach dem Ende von Buchreport wird die Spiegel-Bestsellerliste seit 2024 von Buchmarkt erstellt. Seit 1975 existiert die Bestenliste des SWF-Literaturmagazins (heute SWR-Bestenliste), auf der Literaturkritiker ihr Votum abgeben. Mittlerweile gibt es dort eine eigene Liste für Hörbücher.
In München gibt es das Instrument der Buchwerbung der Neun, welches die literarischen Empfehlungen der neun größten Buchhandlungen zusammenfasst. Die Zeitschrift Buchmarkt gibt als Gegenentwurf zur Spiegel-Bestsellerliste des Buchreport eine sogenannte Marktinformation heraus, die auf Daten des Barsortimenters Umbreit und des Kaufhauses Karstadt beruht. Der Barsortimenter Libri erstellt halbjährlich ein Verzeichnis der 3000 meistverkauften Titel, das allerdings eher für die Buchhändler von Interesse ist. Andere zogen nach, und so gibt es heute eine Vielzahl von Bestsellerlisten, besonders im Bereich der Belletristik. Die Zeitschrift Eltern gibt mittlerweile sogar eine gesonderte Liste für Kinder- und Jugendliteratur heraus, die von Buchreport ermittelt wird, Libri führt eine eigene Liste für Theologie und Amazon eine Bestsellerliste für Ratgeber.

## Unterteilung der Bestsellerlisten
Die gebräuchlichsten Unterteilungen sind Sachbücher und Belletristik, jeweils für Taschenbuch- und gebundene Ausgaben. Im Laufe der Jahrzehnte haben sich jedoch auch eigene Listen für Hörbücher, Krimis, Kinder- und Jugendliteratur, Bilderbücher und Wirtschaftsliteratur auf dem Buchmarkt etabliert.
Seit Oktober 2007 erscheint im Nachrichtenmagazin Focus und dem Börsenblatt für den Deutschen Buchhandel abwechselnd alle zwei Wochen eine neue Bestsellerliste mit Ratgeberliteratur. Dies entspricht einer neuen Warengruppen-Systematik des Börsenvereins, die solche Bücher nun von Sachbüchern unterscheidet. Die media control GFK erfasst dazu wöchentlich die Verkäufe in bundesweit rund 750 Sortiments-Buchhandlungen, Warenhäusern und im Internethandel.

## Methoden

### Absatz an Buchhandlungen
Verschiedene Barsortimenter veröffentlichen die genauen Zahlen der Titel und der an die Buchhandlungen geschickten Exemplare. Das Magazin für den Buchhändler Der Buchmarkt bringt jeden Monat eine Liste der von Umbreit ausgelieferten 20 besten Hardcover- und Taschenbuchtitel, die den meisten Umsatz erzielt haben. Ähnlich macht es Libri, wobei deren Liste die 3000 besten Titel des vergangenen halben Jahres enthält.

### Verkauf am Ladentisch

#### Abverkauf
Buchreport ermittelt seit 1972 die Bestsellerlisten für den Spiegel. Die von Buchreport ermittelten Bestsellerlisten für Spiegel (Hardcover-Titel) und Spiegel Online (Taschenbücher) basieren offiziell auf tatsächlichen Abverkaufszahlen. Seit 2001 werden die Abverkaufsdaten von mehr als 400 repräsentativ ausgewählten Buchhandlungen in Deutschland am Ende einer Woche direkt aus dem Warenwirtschaftssystem der Buchhandlung zum Spiegel-Bestsellerserver übermittelt. Dort werden die gemeldeten Verkaufszahlen den jeweiligen Titeln zugeordnet. Aus den Verkäufen je Titel ergeben sich die Bestsellerrankings. Im Oktober 2012 wurde die Spiegel-Bestsellerlisten um eine dritte Kategorie Paperback für Softcover-Titel erweitert.
Im Juli 2017 gab die Spiegel-Chefredaktion bekannt, dass es in bestimmten seltenen Fällen vorkommen kann, dass sie Bücher aufgrund ihres Inhalts auch unabhängig von den tatsächlichen Verkaufszahlen von der Liste streicht. Auslöser war das Buch Finis Germania, das von der Spiegel-Chefredaktion zunächst ohne weiteren Kommentar von der Liste gestrichen wurde, da sie deren Inhalt für antisemitisch halte und die Verbreitung nicht unterstützen wolle.

#### Scannerdaten
Als Konkurrenz zur Spiegel-Bestsellerliste tritt die Zeitschrift Focus auf, die die Daten für ihre eigene Bestsellerliste von der Firma Media Control erstellen lässt. Diese bezieht die genauen Verkaufszahlen direkt aus den Scannern in den Verkaufsstätten. Dies ist insoweit neu, als hier nun die exakten und realen Verkaufszahlen zur Erstellung einer Liste verwendet werden.

### Kritikermeinung
Zu unterscheiden von den eigentlichen Bestsellerlisten sind sogenannte Bestenlisten, die sich lediglich auf die Empfehlungen einer Jury beziehen und nicht auf tatsächliche Verkaufszahlen. Die SWR-Bestenliste beispielsweise wurde früher von 15, heute bereits von 30 Literaturkritikern erstellt. Diese nennen ihre persönlichen Favoriten und vergeben Punkte. Außerdem können sie reihum eine bestimmte Empfehlung aussprechen. Da die SWR-Bestenliste großen Anklang in Literaturvertrieben und in Privathaushalten findet, hat sie einen bedeutenden Einfluss auf die Meinungsbildung in der Gesellschaft.
- SWR-Bestenliste
  - Liste der Werke auf der SWR-Bestenliste
  - Liste der Buchtitel auf der SWR-Bestenliste (seit 2022)
- ORF-Bestenliste
- Krimibestenliste
- Sachbuch-Bestenliste